# Austrolimnophila tergofurcata
Austrolimnophila tergofurcata är en tvåvingeart som beskrevs av Alexander 1965. Austrolimnophila tergofurcata ingår i släktet Austrolimnophila och familjen småharkrankar.
Artens utbredningsområde är Madagaskar. Inga underarter finns listade i Catalogue of Life.